# Лесли (певица)
Leslie (произн. Лэсли́, полное имя Лесли́ Бургуэ́н, род. 4 февраля 1985 в Ле-Мане) — французская певица в стиле R'n'B.

## Биография
Её мать — француженка, а отец — частично вьетнамец и частично уоллисец. Родилась Leslie в Ле-Мане во Франции, но выросла в Африке. С 6 до 9 лет она жила в Габоне, а с 12 до 15 в Того. По возвращении во Францию она начинает петь в хоре. Также она пишет песни со своим старшим братом, композитором и аранжировщиком по имени Little D. Старший брат в итоге и подбил её записаться в шоу талантов «Graines de star» в 2001 году.

### Музыкальная карьера
Leslie была открыта миру благодаря шоу талантов «Graines de star» на телеканале M6.
Самые большие хиты певицы — «Le bon choix», «Je suis et je resterai» и «Et j'attends», а также «Pardonner» и «Sobri», вышедшие все в 2002—2004 годах. Её первые два альбома, «Je suis et je resterai» (2002) и «Mes couleurs» (2004) были проданы в количестве более 100 тысяч экземпляров каждый.
В то время она была любимцем подростков. Поклонники прозвали её принцессой французского R'n'B. В 2005 году Leslie выступила с сольным концертом в «Олимпии».
Однако её третий альбом «L'Amour en vol» (2006) был принят прохладно. Четвёртый альбом  «A la recherche du bonheur» (2010) достиг во Франции только 34 места.
В пятом альбоме, вышедшем в 2013 году, она отошла от R'n'B и предпочла поп. Она заявила в интервью, что больше не тот подросток, которого публика знала, что выросла, и тексты стали тоже более взрослыми. Она теперь представляет свою музыку по-другому, а этот альбом записала прежде всего для концертов, потому что раньше много не выступала и теперь хочет отправиться в турне.

## Дискография

### Студийные альбомы
| Альбом                                                                     | Наив. позиция |
| Альбом                                                                     | FRA           |
| -------------------------------------------------------------------------- | ------------- |
| Je suis et je resterai - Выпущен: 13 ноября 2002 - Label : M6 Interactions | 41            |
| Mes couleurs - Выпущен: 17 мая 2004 - Лейбл: EMC Records                   | 10            |
| L'Amour en vol - Выпущен: 20 ноября 2006 - Лейбл: EMC Records              | 50            |
| À la recherche du bonheur - Выпущен: 6 сентября 2010 - Лейбл: Artop        | 34            |
| Les Enfants de l'orage - Выпущен: 4 февраля 2013 - Лейбл: Play On          | 70            |

### Синглы
| Название                                                                      | Год  | Наивысшая позиция | Наивысшая позиция | Наивысшая позиция | Альбом                    |
| Название                                                                      | Год  | BE-W              | FRA               | SUI               | Альбом                    |
| ----------------------------------------------------------------------------- | ---- | ----------------- | ----------------- | ----------------- | ------------------------- |
| «Le bon choix»                                                                | 2002 | —                 | 11                | —                 | Je suis et je resterai    |
| «Je suis et je resterai»                                                      | 2002 | —                 | 13                | —                 | Je suis et je resterai    |
| «On n'sait jamais» (featuring Magic System et Sweety)                         | 2003 | —                 | 8                 | 22                | Je suis et je resterai    |
| «Pardonner»                                                                   | 2003 | 27                | 18                | 80                | Je suis et je resterai    |
| «Sobri (Notre destin)» (featuring Amine)                                      | 2004 | 2                 | 2                 | 29                | Mes couleurs              |
| «Et j'attends»                                                                | 2004 | 15                | 7                 | 38                | Mes couleurs              |
| «Vivons pour demain»                                                          | 2005 | —                 | 23                | 54                | Mes couleurs              |
| «L'Envers de la Terre»                                                        | 2006 | —                 | 16                | 65                | L'Amour en vol            |
| «Sobri 2» (featuring Amine)                                                   | 2006 | 30                | 12                | —                 | L'Amour en vol            |
| «Accorde-moi» (featuring Bobby Valentino)                                     | 2007 | —                 | 11                | —                 | L'Amour en vol            |
| «Tout sur mon père»                                                           | 2010 | —                 | —                 | —                 | À la recherche du bonheur |
| «Never Never»                                                                 | 2010 | —                 | —                 | —                 | À la recherche du bonheur |
| «Hier encore»                                                                 | 2010 | —                 | —                 | —                 | À la recherche du bonheur |
| «Des mots invincibles»                                                        | 2012 | —                 | 75                | —                 | Les Enfants de l'orage    |
| «Ma génération»                                                               | 2012 | —                 | —                 | —                 | Les Enfants de l'orage    |
| «—» означает, что сингл либо не попал в чарты, либо не вышел в данной стране. |      |                   |                   |                   |                           |